# Saphire (St. Lucia)
Saphire (Sapphire) ist eine Siedlung im Quarter (Distrikt) Laborie im Süden des Inselstaates St. Lucia in der Karibik. 

## Geographie
Die Siedlung liegt im Westen der Südküste, zwischen dem Hauptort Laborie und der Siedlung Piaye mit dem Piaye River. Im Norden grenzen La Perle (W), Morne Paul und Morne Le Blanc an.

## Klima
Nach dem Köppen-Geiger-System zeichnet sich Saphire durch ein tropisches Klima mit der Kurzbezeichnung Af aus.